# Giorgio Favaro
Giorgio Favaro (* 5. Januar 1944 in San Giorgio in Bosco; † 8. Dezember 2002 in Mornago) war ein italienischer Radrennfahrer.

## Sportliche Laufbahn
Favaro war im Straßenradsport aktiv. Als Amateur wurde er 1965 Zweiter der nationalen Meisterschaft im Straßenrennen hinter Giancarlo Polidori. 1966 fuhr er die Tour de l’Avenir und gewann eine Etappe. In der Gesamtwertung wurde er Fünfter und Sieger der Bergwertung. Von 1966 bis 1975 war er Berufsfahrer in verschiedenen italienischen Radsportteams. Als Radprofi gewann er den Giro della Toscana 1969 sowie Etappen bei Tirreno–Adriatico 1968 und in der Tour de Romandie 1972. Im Giro di Romagna 1967 und im Giro del Piemonte 1971 wurde Favaro Dritter.
Den Giro d’Italia bestritt er neunmal. 1967 wurde er 57., 1969 75., 1971 71., 1973 87., 1974 83. und 1975 53. der Gesamtwertung. 1968, 1970 und 1972 war er ausgeschieden. In der Tour de Suisse 1967 kam er auf den 18. Rang, 1973 war er ausgeschieden, 1974 wurde er 40. In den Rennen der Monumente des Radsports war der 78. Platz bei Mailand–Sanremo 1973 sein bestes Resultat.